# الاشتباكات الأفغانية الإيرانية 2021

موقع المقاطعة

الاشتباكات الأفغانية الإيرانية 2021 في 1 ديسمبر 2021 وقع اشتباك مسلح بين حرس الحدود الإيراني ومقاتلي طالبان على الحدود الأفغانية الإيرانية، وانتهت الاشتباكات في وقت لاحق بعد أن توصل الطرفان إلى اتفاق. يقول الطرفان إن الاشتباك كان بسبب «سوء تفاهم» ولم يبلغ أي من الطرفين عن وقوع إصابات. Both sides

## خلفية
في الماضي كانت العلاقات بين جمهورية إيران الإسلامية وهي دولة شيعية وإمارة أفغانستان الإسلامية السنية المنتمية إلى طالبان شديدة التقلب. خلال حكومة طالبان الأولى في أفغانستان تم إعدام 10 دبلوماسيين إيرانيين من القنصلية في مزار الشريف على يد طالبان. أدى ذلك إلى تعبئة عسكرية من قبل إيران والتي تم حلها بوساطة من الأمم المتحدة. خلال الغزو الأمريكي لأفغانستان عام 2001 تعاونت إيران مع القوات الأمريكية ودعمت القوات الخاصة الإيرانية التحالف الشمالي أثناء الاستيلاء على هرات.
وقامت إيران لاحقًا بتحسين علاقاتها مع طالبان. اتهمت الولايات المتحدة والحكومة الأفغانية المتعاقبة المدعومة من الولايات المتحدة إيران بتوفير الملاذات والدعم المادي لطالبان. في عام 2010 ألقت قوات الناتو القبض على ضابط إيراني ينتمي إلى فيلق القدس في أفغانستان. وقد وصف المتحدث باسم الناتو الضابط الأسير بأنه «ميسر أسلحة طالبان الرئيسي». في عام 2017 اتهمت الحكومة الأفغانية المدعومة من الولايات المتحدة إيران بمساعدة طالبان بشكل مباشر في هجومها ضد القوات الحكومية الأفغانية في غرب أفغانستان وحاولت تدمير السد في مقاطعة هرات. ونفت إيران الاتهامات بتقديم الدعم لطالبان.
بعد سيطرة طالبان على أفغانستان حافظت إيران على علاقات جيدة واتصالات وثيقة مع حكومة طالبان الجديدة في أفغانستان.

## الاشتباكات
وقعت الاشتباكات بين حرس الحدود في البلدين بالقرب من الحدود الأفغانية الإيرانية في 1 ديسمبر 2021. وقد وصف الاشتباك بأنه نتيجة «سوء تفاهم» بين حرس الحدود من قبل البلدين. قالت وكالة تسنيم للأنباء وهي وسيلة إعلام إيرانية لها صلات بالحرس الثوري الإيراني إن الاشتباك بدأ بعد أن فتحت قوات طالبان النار على مزارعين إيرانيين ظناً منهم أن المزارعين انتهكوا الحدود مما دفع الجنود الإيرانيين للتدخل. ولم يشر موقع فارس الإخباري وهو وسيلة إعلام إيرانية أخرى لها علاقات مع الحرس الثوري الإيراني إلى طالبان، قائلا إن المهربين قد يكونون على خطأ. وقال الموقع الإخباري أيضا إنه لم تقع إصابات وإن المنطقة هادئة الآن. في وقت لاحق من اليوم نفسه قال المتحدث باسم وزارة الخارجية الإيرانية سعيد خطيب زاده في بيان إن «سوء تفاهم بين سكان الحدود» تسبب في القتال دون تسمية طالبان. كما رفضت وكالة تسنيم للأنباء نبأ استيلاء طالبان على نقطة حدودية تابعة لحرس الحدود الإيراني.
قال المتحدث باسم طالبان ذبيح الله مجاهد إن «سوء تفاهم على المستوى المحلي» أدى إلى اشتباك بين حرس الحدود في البلدين. وأضاف مجاهد أن «الوضع الآن تحت السيطرة بتفهم الطرفين»، وأن قادة طالبان في المنطقة قد أصدروا «التعليمات اللازمة» لمنع حدوث مثل هذه التفاهمات مرة أخرى. كما لم تبلغ طالبان عن أي إصابات من جانبهم.